# Jason Derulo
Jason Derulo, születési nevén Jason Joel Desrouleaux (Miramar,  1989. szeptember 21. –) amerikai énekes, dalszövegíró és táncos.

## Pályafutása

### Korai évek
Jason Miramarban született 1989. szeptember 21-én; szülei Haiti származásúak. Vezetékneve Desrouleaux, de ezt később a könnyebb kimondhatóság érdekében megváltoztatta. Ötévesen már színpadon szerepelt, nyolcévesen pedig már megírta első dalát (Crush on You). Az Amerikai Musical és Dráma Akadémián végzett New York-ban.

### 2007-2009
Jason 16 évesen olyan előadóknak kezdett el dalokat írni, mint P. Diddy, Pitbull vagy Sean Kingston. 2006-ban megnyerte a Showtime at the Apollo tehetségkutató TV-műsor nagydíját. Erre J. R. Rotem zenei producer fel is figyelt, aki nem sokkal ezután rögtön szerződést is kötött Jasonnel. Zenei karrierje 2007-ben kezdődött, amikor ráénekelte a Bossy című dalt Birdman egyik albumán (5* Stunna).

### 2009-
2009. augusztus 4-én megjelent Jason első dala Whatcha Say címmel. Rögtön a TOP 100-as slágerlista 54. helyén landolt
, de novemberre feltornázta magát az 1. helyre. A második dala az In My Head 2009. december 8-án jelent meg. A slágerlistákon a 63. helyet szerezte meg kezdetben, mára már azonban tartósan az 5. helyen áll. 2010 februárjában megjelent harmadik dala is The Sky's The Limit címmel a MySpacen.
Debütáló albumát 2010. március 2-án adta ki Jason Derülo néven. Jelenleg ezen album promóciójával foglalatoskodik, amelyben Lady Gaga segít neki a The Monster Ball turnéja keretében.
Jason az angol és az ír toplistákon 2010. márciusa óta az első helyet foglalja el.

## Diszkográfia

### Lemezek
| Év   | Album                                             | Slágerlistás helyezések | Slágerlistás helyezések | Slágerlistás helyezések | Slágerlistás helyezések | Slágerlistás helyezések | Slágerlistás helyezések | Slágerlistás helyezések | Slágerlistás helyezések | Slágerlistás helyezések | Díjak       |
| Év   | Album                                             | US                      | AUS                     | CAN                     | IRL                     | NL                      | NZ                      | SWE                     | SWI                     | UK                      | Díjak       |
| ---- | ------------------------------------------------- | ----------------------- | ----------------------- | ----------------------- | ----------------------- | ----------------------- | ----------------------- | ----------------------- | ----------------------- | ----------------------- | ----------- |
| 2010 | Jason Derulo - Megjelenés: 2010. március 2.       | 11                      | 4                       | 9                       | 10                      | 30                      | 5                       | 59                      | 13                      | 8                       | - UK: Ezüst |
| 2011 | Future History - Megjelenés: 2011. szeptember 16. | 29                      | 9                       | 54                      | 18                      | 62                      | 6                       | —                       | 20                      | 7                       |             |

- 2013: Tattoos
- 2014: Talk Dirty
- 2015: Everything Is 4

### Kislemezek
| Év                                                 | Kislemez            | Slágerlistás helyezések | Slágerlistás helyezések | Slágerlistás helyezések | Slágerlistás helyezések | Slágerlistás helyezések | Slágerlistás helyezések | Slágerlistás helyezések | Slágerlistás helyezések | Slágerlistás helyezések | Slágerlistás helyezések | Slágerlistás helyezések | Díjak         | Album                             |
| Év                                                 | Kislemez            | US                      | AUS                     | CAN                     | EU                      | FR                      | IRL                     | NZ                      | NOR                     | SWE                     | SWI                     | UK                      | Díjak         | Album                             |
| -------------------------------------------------- | ------------------- | ----------------------- | ----------------------- | ----------------------- | ----------------------- | ----------------------- | ----------------------- | ----------------------- | ----------------------- | ----------------------- | ----------------------- | ----------------------- | ------------- | --------------------------------- |
| 2009                                               | Whatcha Say         | 1                       | 5                       | 3                       | 12                      | 10                      | 5                       | 1                       | 7                       | 4                       | 5                       | 3                       | - NZ: Platina | Jason Derülo                      |
| 2010                                               | In My Head          | 5                       | 1                       | 2                       | 4                       | —                       | 3                       | 2                       | 6                       | 13                      | 20                      | 1                       | - US: Platina | Jason Derülo                      |
| 2010                                               | Ridin' Solo         | 9                       | 4                       | 19                      | 11                      | —                       | 4                       | 12                      | —                       | —                       | 45                      | 2                       |               | Jason Derülo                      |
| 2010                                               | What If             | 76                      | 32                      | —                       | 37                      | —                       | 16                      | 27                      | —                       | —                       | —                       | 12                      |               | Jason Derülo                      |
| 2010                                               | The Sky's the Limit | —                       | 22                      | —                       | —                       | —                       | —                       | 31                      | —                       | —                       | —                       | 68                      |               | Jason Derülo                      |
| 2011                                               | Don't Wanna Go Home | 14                      | 5                       | 8                       | —                       | 23                      | 8                       | 17                      | —                       | 37                      | 18                      | 1                       |               | Future History                    |
| 2011                                               | It Girl             | 17                      | 3                       | 34                      | —                       | 30                      | 3                       | 3                       | 15                      | 35                      | 30                      | 4                       |               | Future History                    |
| 2011                                               | Breathing           | —                       | 9                       | —                       | —                       | 28                      | 19                      | 28                      | —                       | —                       | 7                       | 25                      |               | Future History                    |
| 2011                                               | Fight for You       | 83                      | 5                       | —                       | —                       | —                       | 23                      | —                       | —                       | —                       | —                       | 15                      |               | Future History                    |
| 2012                                               | Undefeated          | 90                      | 14                      | —                       | —                       | —                       | 35                      | 26                      | —                       | —                       | —                       | —                       |               | Future History (Platinum Edition) |
| —: Megjelent, de slágerlistás helyezést nem ért el |                     |                         |                         |                         |                         |                         |                         |                         |                         |                         |                         |                         |               |                                   |

### Dalszövegek
- Birdman – "Bossy" az 5* Stunna-ról
- Cassie – "My House" és "She Can't Love You" az Electro Love-ról
- Donnie Klang – "Dr. Love", "Rain", és "Spank Me" a Just a Rolling Stone-ról
- Pitbull – "My Life" a The Boatlift-ról
- Pleasure P – "First Come" és "First Serve" a The Introduction of Marcus Cooper-ről
- Stat Quo – "Danger" a Statlanta-ról